# Teresa Jiménez-Becerril
Pour les articles homonymes, voir Jiménez, Becerril (homonymie) et Barrio.
María Teresa Jiménez-Becerril Barrio, née le 24 juillet 1961, est une femme politique espagnole membre du Parti populaire (PP).